# Nazionale maschile di pallacanestro del Gabon
La nazionale di pallacanestro del Gabon è la rappresentativa cestistica del Gabon ed è posta sotto l'egida della Federazione cestistica del Gabon.

## Piazzamenti

### Campionati africani
- 1993 - 9°
- 2005 - 9°
- 2015 - 8°

## Formazioni

### Campionati africani
Campionato africano maschile di pallacanestro 19934 Ambduroue, 5 Tomo, 6 Reboucka, 7 Mbamba, 8 Ndong Ondo, 9 Ze Oye, 10 Mbourou, 11 Koudou, 12 Woret, 13 Bicka, 14 Nzamba, 15 Bourdes,        All. -
Campionato africano maschile di pallacanestro 20054 Ndong, 5 Essongué, 6 Ambourouet, 7 Boussougou, 8 Assoumou, 9 Moussounda, 10 Minkoe, 11 Bissielou, 12 Retono, 13 Lasme, 14 Mepoui, 15 Dongo,        All. Arimbi Nkolo
Campionato africano maschile di pallacanestro 20154 Ndong, 5 Mouckaga Atsu, 6 Mayimba, 7 Essono Mvé, 8 Boundou, 9 Abessolo, 10 Kobangoye Ikinda, 11 Mapaga, 12 Retono, 13 Lasme, 14 Obame Obame, 15 Fabre,        All. Thierry Hervé Bouanga

## Nazionali giovanili
- Nazionale Under-18
- Nazionale Under-16